# Свердловљева Варош
Свердловљева Варош, или приближније Свердловљево Насеље (рус. Посёлок имени Свердлова) насељено је место са административним статусом варошице (рус. посёлок городского типа) на северозападу европског дела Руске Федерације. Налази се на северозападу Лењинградске области и административно припада Всеволошком рејону.
Према проценама националне статистичке службе за 2015. у вароши је живело 9.804 становника.
Статус насеља урбаног типа, односно варошице носи од 1979. године.

## Географија
Свердловљева Варош смештена је уз десну обалу реке Неве, насупрот ушћа реке Ижоре, на крајњем југу Всеволошког рејона. Насеље се налази на самој граници са градском територијом града Санкт Петербурга, док је од административног центра Всеволошка удаљена око 27 километара у смеру југа.

## Историја
Прва насељена места на подручју данашњег насеља помињу се на шведским картама Ингерманландије из XVII века. Тако се на једној карти из 1676. године помиње село Рајаторп, да би се на картама из 1696. и 1701. исто насеље означавало као Бротки и Реијо.
Садашње насеље основано је 1875. године и његов настанак у директној је вези са бројним цигланама које су ту саграђене, а из којих се грађевинским материјалом снабдевао и сам Петроград. Насеље је у октобру 1979. године добило административни статус урбаног насеља типа варошице. Године 1980. у његов састав су укључена и суседна насеља Јермак и Краснаја Звезда, те села Овцино, Шчербинка, Петрова Дача, Стара Дача и Мали Пороги.
Насеље је добило име у част совјетског револуционара и бољшевика Јакова Свердлова.

## Демографија
Према подацима са пописа становништва 2010. у вароши је живело 9.260 становника, док је према проценама националне статистичке службе за 2015. варошица имала 9.804 становника.
| 1939. | 1959. | 1970. | 1979. | 1989. | 2002. | 2010. | 2015. |
| ----- | ----- | ----- | ----- | ----- | ----- | ----- | ----- |
| ---   | ---   | ---   | ---   | 8,905 | 9,197 | 9,804 | 9,260 |